# 5615 Iskander
5615 Iskander è un asteroide della fascia principale. Scoperto nel 1983, presenta un'orbita caratterizzata da un semiasse maggiore pari a 2,2726798 UA e da un'eccentricità di 0,1933239, inclinata di 4,73782° rispetto all'eclittica.